# Westley Waterless
Westley Waterless est une paroisse civile et un village du Cambridgeshire, en Angleterre.